# Marie Hasler
Marie Bernadine Hasler, née en 1948, est une ancienne femme politique néo-zélandaise. Représentant le Parti national, elle est députée de 1990 à 1993, puis à nouveau de 1996 à 2002.

## Biographie
Hasler naît à Dublin, en Irlande. Elle émigre en Nouvelle-Zélande durant sa jeunesse et étudie à l'université d'Auckland. Elle travaille dans les relations publiques puis dans la fonction publique, avant de se lancer dans la politique.

## Carrière

### Députée
Hasler est élue au Chambre des représentants lors des élections législatives de 1990 en tant que députée de l'électorat de Titirangi (en), mais est vaincue aux élections de 1993 par Suzanne Sinclair, représentante du Parti travailliste. Lors des élections de 1996, Hasler est réélue à la Chambre des représentants en tant que députée de électorat de Waitakere (en) en battant Sinclair. Elle n'est cependant pas réélue aux élections de 1999, battue par David Cunliffe du Parti travailliste, mais reste inscrite parmi les députés listés (list MP). Aux élections de 2002, Hasler n'est listée qu'en trente-deuxième place sur la liste nationale de son parti ; ne parvenant pas à récupérer l'électorat de Waitakere, elle quitte définitivement le Parlement.

### Avis politiques
En 1998, en tant que Ministre de la Culture, Hasler ouvre un débat pour savoir si le drapeau néo-zélandais doit être modifié ou non. Elle affirme notamment que le drapeau national n'est plus adapté à la situation contemporaine du pays, car il reflète l'ancien statut colonial de la Nouvelle-Zélande. Elle avance également que le drapeau néo-zélandais est presque indiscernable de celui de l'Australie. La Première ministre de l'époque Jenny Shipley, rejoint le point de vue de Hasler et propose d'adopter le drapeau à la fougère argentée en tant que nouveau drapeau national.
«  Je pense que notre symbole loyal et durable est la fougère argentée. C'est le plus utilisé et il est facilement reconnaissable à l'image de la Nouvelle-Zélande.
 »
— Marie Hasler, 1999

### Dernières années
Aux élections locales de 2010, Hasler se présente en tant que représentante de la circonscription de Waitakere (parti Citizens & Ratepayers) auprès du Auckland Council,.

#### Gérantes dans les relations publiques
Après douze ans de carrière politique, Hasler rejoint la Employers and Manufacturers Association (EMA) (« Association des ouvriers et des employeurs »). D'abord entrée à l'EMA en 2004 en tant que contractuelle, elle fait ensuite partie de l'équipe régulière durant quelques années, avant d'être nommée gérante en relations publiques.
Son activité constiste à sensibiliser le public en leur présentant les intérêts de l'EMA dans le monde des affaires ainsi que les services que l'organisation propose : fournir des relations publiques et une couverture médiatique à ses unités, et faciliter les démarches de communication entre les adherants grâce à des séminaires, des forums et d'autres rencontres.